# Synodontis ruandae
Synodontis ruandae é uma espécie de peixe da família Mochokidae.
É endémica do Ruanda.
Os seus habitats naturais são: rios.
Está ameaçada por perda de habitat.